# Polydesmus dumitrescui
Polydesmus dumitrescui är en mångfotingart som beskrevs av Negrea och Ionel Grigore Tabacaru 1958. Polydesmus dumitrescui ingår i släktet Polydesmus och familjen plattdubbelfotingar. Inga underarter finns listade i Catalogue of Life.